# Arrêt dans toutes les directions
 (août 2023).
Si vous disposez d'ouvrages ou d'articles de référence ou si vous connaissez des sites web de qualité traitant du thème abordé ici, merci de compléter l'article en donnant les références utiles à sa vérifiabilité et en les liant à la section « Notes et références ».

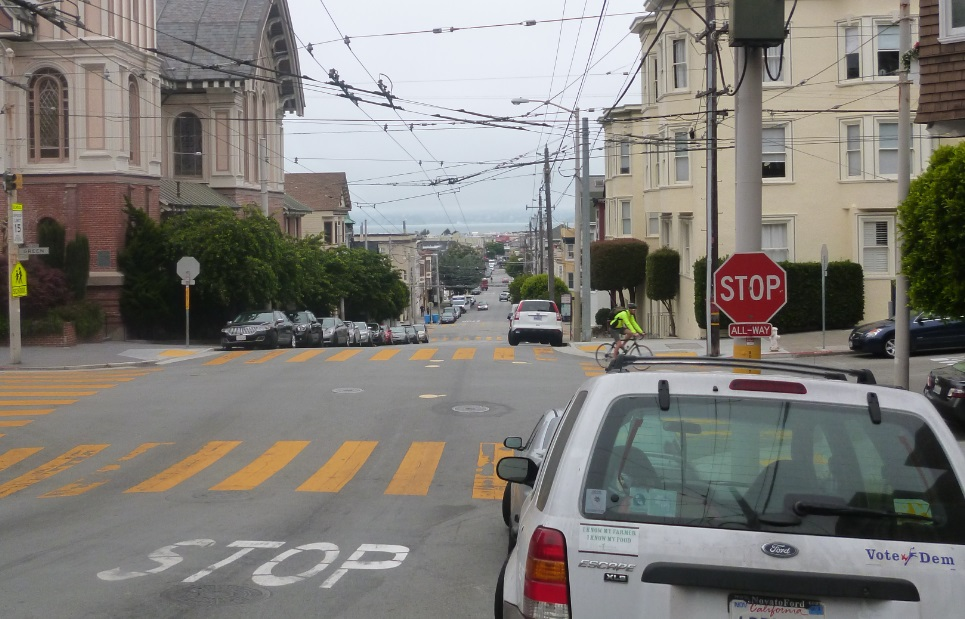
Une intersection avec 4 panneaux d'arrêt à San Francisco

Un arrêt sur toutes les intersections - également appelé intersection à quatre panneaux d'arrêt (ou intersection à trois panneaux d'arrêt, etc., selon le cas) - est un système de gestion de la circulation qui oblige les véhicules à toutes les approches d'une intersection routière à s'arrêter à l'intersection avant de la traverser. Conçu pour être utilisé dans des emplacements où le trafic est faible, cette présence de panneaux est courante aux États-Unis, au Canada, au Mexique, en Afrique du Sud et au Libéria, ainsi que dans un certain nombre d'emplacements, généralement ruraux, en Australie. Les panneaux d'arrêt à ces intersections peuvent être complétés par des panonceaux supplémentaires.

## Canada

Un exemple de panneau « stop » (arrêt) de l'Ontario avec une plaque supplémentaire indiquant qu'il s'agit d'un croisement où il faut s'arrêter dans toutes les directions. La mention « ALL-WAY » ou « ALL WAY » est la plus courante au Canada anglophone, elle peut être souvent traduite par « TOUTES DIRECTIONS » ou « TOUS SENS » bien que ces traductions ne sont pas utilisés au Québec puisque la province préfère l'usage de panonceaux avec des illustrations

Généralement, les provinces et territoires canadiens suivent les mêmes normes que celles des États-Unis.
Au Québec se trouvent des intersections avec plusieurs panneaux d'arrêt. À un croisement, il est souvent possible d'apercevoir 4 panneaux d'arrêt (parfois 3). Il est important de noter que le Québec a une façon particulière de désigner ce type de panneau en rajoutant un panonceau avec une illustration de l'intersection contenant les panneaux d'arrêt en question. Il s'agit d'une différence remarquable et unique en Amérique du Nord puisque ces panonceaux ne contiennent pas de mots pour définir cette situation.

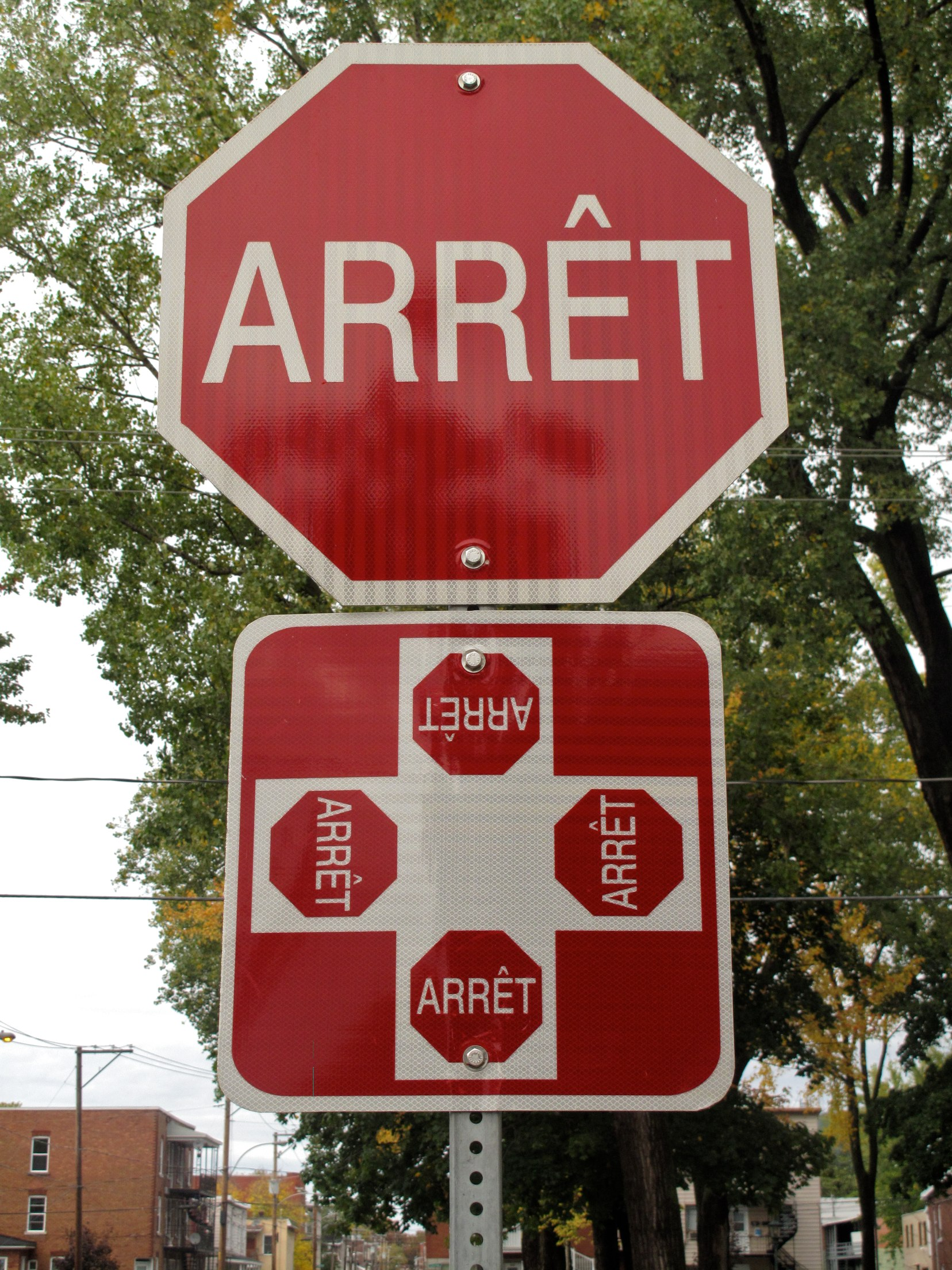
Croisement de 4 panneaux d'arrêt au Québec

## Application de l'arrêt dans toutes les directions en Amérique du Nord
Le concept de courtoisie ou plutôt de « premier arrivé, premier servi (premier à avancer, dans ce cas) » est l'élément principal. Dans certaines juridictions américaines, telles que l'État de l'Idaho, les cyclistes sont exemptés de l'obligation de s'arrêter complètement, mais doivent céder le passage à d'autres véhicules, comme l'exige la loi. Malgré cette exception, la norme en Amérique du Nord reste que les cyclistes doivent respecter le code de la route en tout temps.
Voici les notions les plus courantes en Amérique du Nord : 
Si un conducteur arrive à l'intersection et qu'aucun autre véhicule n'est présent, le conducteur peut continuer.
Si, à l'approche de l'intersection, il y a déjà une ou plusieurs voitures, laissez-les continuer, puis continuez vous-même.
Si un véhicule se trouve derrière l'une de ces voitures, le conducteur qui était là le premier avancera avant ce véhicule.
Si un conducteur arrive en même temps qu'un autre véhicule, le véhicule de droite a la priorité.
Si deux véhicules arrivent en face l'un de l'autre en même temps et qu'aucun véhicule n'est sur la droite, alors ils peuvent avancer en même temps s'ils vont tout droit. Si un véhicule tourne et qu'un autre va tout droit, la priorité va à la voiture qui va tout droit.
Si deux véhicules arrivent en face l'un de l'autre en même temps et que l'un tourne à droite et l'autre tourne à gauche, la priorité va au véhicule qui tourne à droite. Puisqu'ils essaient tous les deux de tourner dans la même route, la priorité doit être donnée au véhicule qui tourne à droite car ils sont les plus proches de la voie.

## Comparaisons mondiales

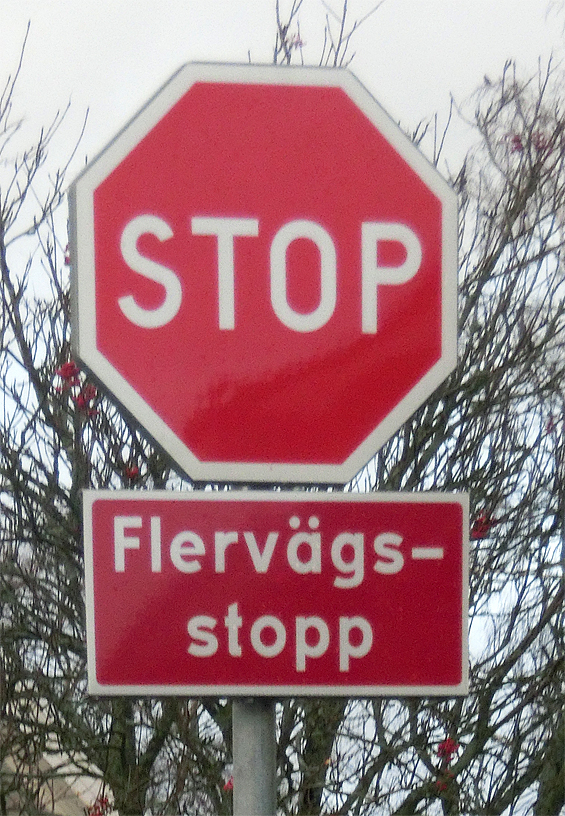
Un arrêt dans toutes les directions en Suède

Peu de pays en dehors de l'Amérique du Nord – et encore moins ceux d'Europe – ont des intersections auxquelles tous les usagers doivent s'arrêter en tout temps.

## Sources
1. ↑  SAAQ, « Bien conduire au Québec, c’est… », sur SAAQ (consulté le 7 août 2023)